# Lucy Kennedy
Lucy Kennedy (11 de julio de 1988) es una ciclista australiana.

## Trayectoria
Debutó como profesional en 2018 con el Mitchelton-Scott siguiendo la tradición de ese equipo de dar la oportunidad de debutar a ciclistas veteranas que apenas habían corrido internacionalmente. 
Debido a su gran inicio de 2017 con medallas en campeonatos continentales y nacionales -destacando el Campeonato Oceánico Contrarreloj- fue incorporada a la Selección de Australia para competir el calendario europeo ganando el montañoso Tour Cycliste Féminin International de l'Ardèche que la dio acceso definitivamente al Mitchelton-Scott en 2018.
En 2021, tras cuatro años en el equipo, se retiró, siendo su última carrera el The Women's Tour.

## Palmarés
2017 (como amateur)
- 3.ª en el Campeonato de Australia en Ruta
- Campeonato Oceánico Contrarreloj
- 3.ª en el Campeonato Oceánico en Ruta
- Tour Cycliste Féminin International de l'Ardèche, más 1 etapa

2019
- Herald Sun Tour, más 1 etapa
- Durango-Durango Emakumeen Saria
- Clásica San Sebastián

2020
- Herald Sun Tour

## Resultados en Grandes Vueltas y Campeonatos del Mundo
Durante su carrera deportiva ha conseguido los siguientes puestos en las Grandes Vueltas femeninas y en los Campeonatos del Mundo en carretera:
| Carrera         | Carrera         | 2018 | 2019 | 2020 | 2021 |
| --------------- | --------------- | ---- | ---- | ---- | ---- |
|                 | Giro de Italia  | Ab.  | 31.ª | 31.ª | —    |
|                 | Tour de l'Aude  | X    | X    | X    | X    |
|                 | Grande Boucle   | X    | X    | X    | X    |
| Mundial en Ruta | Mundial en Ruta | 24.ª | 41.ª | 28.ª | —    |

—: no participa
Ab.: abandono
X: ediciones no celebradas

## Equipos
- High5 Dream Team (2016-2017) (amateur)
- Mitchelton/BikeExchange (2018-2021)
  - Mitchelton Scott (2018-2020)
  - Team BikeExchange Women (2021)